# Jonas Colting
Jonas Colting (Gotemburgo, 8 de junio de 1973) es un deportista sueco que compitió en triatlón. Ganó dos medallas en el Campeonato Mundial de Triatlón de Larga Distancia en los años 2001 y 2004, y una medalla en el Campeonato Europeo de Triatlón de Larga Distancia de 2007.

## Palmarés internacional
| Campeonato Mundial | Campeonato Mundial     | Campeonato Mundial | Campeonato Mundial |
| Año                | Lugar                  | Medalla            | Prueba             |
| ------------------ | ---------------------- | ------------------ | ------------------ |
| 2001               | Fredericia (Dinamarca) | Medalla de bronce  | Individual         |
| 2004               | Säter (Suecia)         | Medalla de plata   | Individual         |
| Campeonato Europeo |                        |                    |                    |
| Año                | Lugar                  | Medalla            | Prueba             |
| 2007               | Brasschaat (Bélgica)   | Medalla de plata   | Individual         |